# Хюстън (окръг, Тексас)
Окръг Хюстън (на английски: Houston County) е окръг в щата Тексас, Съединени американски щати. Площта му е 3204 km², а населението - 23 185 души (2000). Административен център е град Крокет. Град Хюстън не е част от едноименния окръг и се намира на 260 км южно от него.